# For Alimony Only
For Alimony Only è un film del 1926 diretto da William C. deMille. Presentato a New York il 20 settembre 1926, il film - prodotto dalla DeMille Pictures Corporation - aveva come interpreti Leatrice Joy, Clive Brook, Lilyan Tashman, Casson Ferguson.

## Trama
Durato solo sei mesi, il tempestoso matrimonio tra Narcissa e Peter Williams si conclude con un divorzio. Pur di ritornare libero, Peter è disposto a concedere alla moglie più alimenti di quanti se ne possa permettere. Così, quando incontra e si innamora di Mary Martin, per mantenere la nuova moglie rimane indietro con i pagamenti dovuti a Narcissa e i problemi finanziari che si trova ad affrontare gli fanno anche trascurare Mary. Intanto Narcissa, che si è trovata un giovane amante, protesta per gli alimenti che ritardano e Mary, per aiutare il marito, è costretta a trovarsi un lavoro come decoratrice d'interni. Un giorno, Peter si reca dall'ex moglie per fare appello alla sua generosità. Ma i due vengono visti da Mary che si trova lì per il suo lavoro. Ignorando che Narcissa è l'ex moglie di Peter, la donna, ferita, accetta un invito da Bertie, il nuovo compagno di Narcissa. Quest'ultima, determinata a vendicarsi della donna che le ha rubato l'innamorato, segue la coppia fino a una locanda dove poi arriva anche Peter. Il luogo, non proprio rispettabile, è oggetto di un'irruzione della polizia e, agli agenti, Mary lascia intendere che Narcissa e Bertie stanno insieme. Piuttosto che finire in galera, i due si sposano, tagliando così i loro mezzi di sostentamento che, in questo caso, erano gli alimenti di Peter.

## Produzione
Il film, prodotto dalla DeMille Pictures Corporation, venne girato nei Laird International Studio, al 9336 di W. Washington Blvd., a Culver City.

## Distribuzione

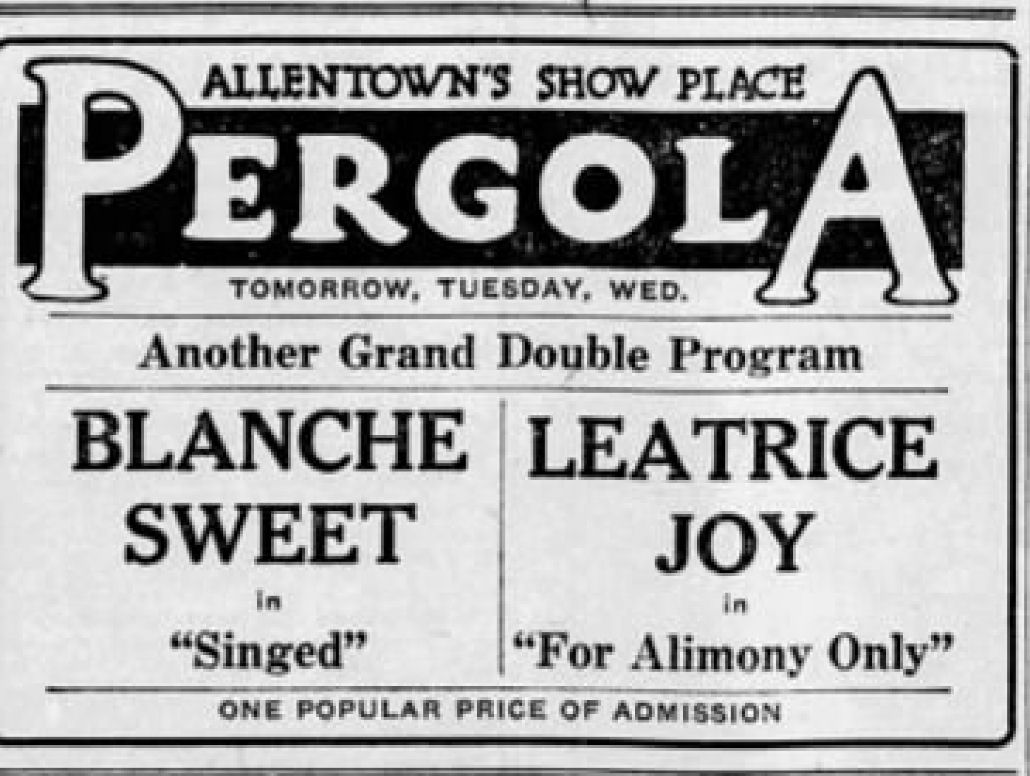
Pubblicità del film (insieme a Singed) del New Pergola Theater di Allentown (Morning Call, 30 ottobre 1927)

Il copyright del film, richiesto dalla Cinema Corp. of America, fu registrato il 30 agosto 1926 con il numero LP23058.

Negli Stati Uniti il film - presentato da John C. Flinn - fu distribuito dalla Producers Distributing Corporation (PDC) che lo fece uscire nelle sale l'8 novembre 1926 dopo la prima, tenuta a New York il 20 settembre.
Nel Regno Unito, il film uscì nelle sale il 22 agosto 1927; in Francia, con il titolo Lune rousse, il 9 settembre 1927; in Danimarca, come Maa jeg laane din Kone?, il 3 settembre 1928; in Portogallo, come A Pensão da Divorciada, il 14 giugno 1929. In Brasile prese il titolo Casamento Mal Parado.
Copia completa della pellicola si trova conservata all'UCLA Film And Television Archive di Los Angeles.